# Bollenhofstede
De Bollenhofstede (ook: Sandenhoef) was een adellijk huis in de Nederlandse plaats Bloemendaal, provincie Noord-Holland. Het huis lag nabij de scherpe bocht in de huidige Oosterduinweg. Er zijn geen restanten behouden gebleven. 

## Geschiedenis
De familie Bol(le) was in de 14e eeuw actief in het graafschap Holland. Ze waren oorspronkelijk van adel maar behoorden op dat moment tot de lagere stand der welgeborenen. Zij vervulden diverse functies voor de Hollandse graven. Volgens een akte uit 1346 had Claes Bol een tiende en een huis - de Bollenhofstede - in leen te Aelbrechtsberg. In 1361 werd gemeld dat Aelbrecht Bolle dienstkleding kreeg vanwege zijn functie als bode voor graaf Albrecht van Beieren. Aelbrecht Bolle was ook actief in de heerlijkheid Aelbrechtsberg, waar hij de gracht van het Huis te Aelbrechtsberg schoonmaakte en als bode diende. Zijn inkomsten groeiden, mede dankzij de opbrengsten uit de tollen in Spaarndam en de belasting op bier in Haarlem. 

### Valkenier
Aelbrechts zoon Floris volgde hem op. Floris huwde Hadewij Willemsdochter van Zaenden, waardoor hij ook het kasteel Huis te Zaanen in eigendom kreeg. Floris werd voor het laatst genoemd in een grafelijke rekening van 1450/1451, waarna zijn zoon Aelbrecht hem opvolgde. Aelbrecht was in dienst als valkenier en is rond 1480 overleden. Zijn zoon Floris was klerk van de rentmeester van Kennemerland en tevens valkenier. Floris zoon Gerrit volgde hem op als eigenaar van Bollenhofstede. 

### Adellijk huis
In 1514 was er een probleem met het betalen van de dorpslasten: Gerrit weigerde namelijk hieraan mee te betalen, omdat volgens hem de Bollenhofstede een adellijk huis was en zijn familie een edele afkomst had. 
Gerrit is waarschijnlijk kinderloos gestorven, waarna de Bollenhofstede naar zijn zus Jooste Floris Bollendochter overging. Zij was getrouwd met Gerrit van Sparenwoude en na haar overlijden in 1528 liet zij de Bollenhofstede na aan hun zoon IJsbrand van Sparenwoude. 
IJsbrand verdeelde de Bollenhofstede gelijkelijk onder zijn dochters Hadewij en Anna. Via het huwelijk van Hadewij (ook wel bekend onder de naam Hase) met Christoffel van Schagen kwam het huis in de familie Van Schagen terecht. 

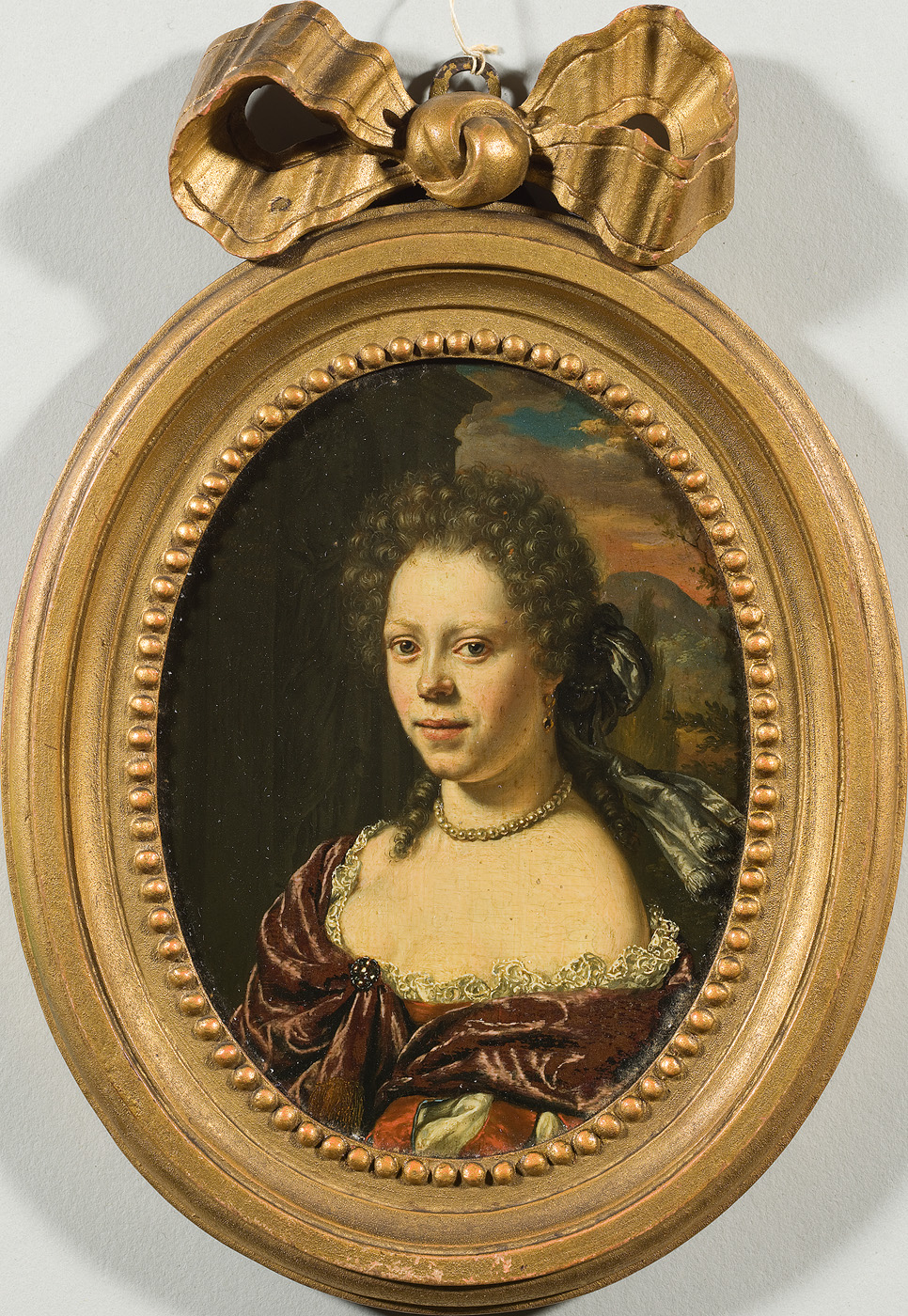
Brigitta Catharina Backer, eigenaresse van Sandenhoef

### Backer
In april 1668 verkochten de nazaten van Anna van Schagen de Bollenhofstede aan de broers Cornelis Roodhorn gezegd Backer en Willem Backer Willemsz. De gebroeders Backer overleden kort na elkaar in 1681, waarna Cornelis' dochter Brigitta Catharina Backer (1670-1751) het huis erfde. Haar echtgenoot Pieter Slicher (1667-1702) kreeg vervolgens ruzie met Johan van Marselis, wiens bezit Elswoud grensde aan de Bollenhofstede: ze claimden beiden het gebruik van het duingebied. Het kwam zelfs tot een proces bij de Houtvesterij van Holland, maar uiteindelijk schikten ze de zaak en legden ze de grenzen van hun bezittingen vast. Overigens was de naam Bollenhofstede rond 1700 vervangen door Sandenhoef. 
Pieter Slicher stierf in 1702 en Brigitta kreeg het vruchtgebruik van het huis. Ze verkocht in 1727 Sandenhoef aan haar neef Cornelis Backer Jansz (1692-1766), die er met zijn echtgenote Margaretha Bicker ging wonen. 
Cornelis Backer probeerde het huis Sandenhoef om te vormen tot een aantrekkelijke buitenplaats. Hij bouwde druivenkassen om wijn te produceren en plantte abrikozenbomen. Het grondbezit werd door hem verder uitgebreid door erfenis en aankoop. Uiteindelijk overleed Cornelis in 1766, waarna zijn kinderen de inboedel verkochten. Oudste zoon Jan Backer kocht de buitenplaats aan voor 30.000 gulden.

### Verkoop en afbraak
Jan Backer stierf in 1777, zijn echtgenote Margareta Clara Berewout in 1799. Sandenhoef kwam nu in bezit van hun dochter Anna Maria Backer en haar man Pieter van de Poll. Die laatste verkocht in 1804 de gronden aan Jan Adriaan van Hasselgreen, eigenaar van Oosterduin, en het huis met tuinen en bos aan Levinus de Groot, een sloper uit Dordrecht. Levinus de Groot brak het huis af en verkocht de overgebleven grond in 1805 aan Willem Gerrit van de Poll, de eigenaar van Duinvliet. In 1811 verkocht Willem de buitenplaats Duinvliet, inclusief de voormalige gronden van Sandenhoef, aan Willem Borski, eigenaar van Elswoud.

## Beschrijving
Het is niet bekend wat voor type kasteel de Bollenhofstede was. In 1514 werd het als een adellijke woning getypeerd. Een kaart uit 1668 toont overigens niet meer dan een eenvoudig, rechthoekig huis van één bouwlaag onder een zadeldak.
Bij de verkoop in 1727 kostte het huis slechts 850 gulden en zal op dat moment dus weinig hebben voorgesteld.
Adrichem · Aelbrechtsberg · Akersloot · Amstel · Amsterdam · Assendelft · Assumburg · Banjaert · Beeckestijn · Berkenrode · Boekel · Bollenhofstede · Ten Bosch · Brederode · Caprera · Ter Coulster · Cranenbroek · Dampegeest · Eenigenburch · Egmond · Heemstede · Hilversum · Ilpenstein · Jan Aernts woninge van Bennebroek · Keggenrode · Ter Kleef · Kostverloren · Kronenburg · Marquette · Merestein · Middelburg · Muiderslot · Nederhorst · Nieuwburg · Nuwendoorn · Oud Haerlem · De Park · Poelenburg · Purmersteijn · Radboud · Huis te Ramp · Reewijk/Rietwijk · Rolland · Ruysdael · Schagen · Huis te Schoten · Sparenwoude · Te Spijk · Swanenburch · Sypesteyn · Tetrode · Teylingerbosch · Torenburg · Velsen · De Vlotter · Vogelenzang · Ter Wijc · Wijdenes · Ypestein · Te Zaanen